# Microxydia gigantula
Microxydia gigantula là một loài bướm đêm trong họ Geometridae.